# Wadi Mineh
Wadi Mineh és un riu del desert oriental, a l'est de Nekhen, on s'han dut a terme excavacions i s'ha trobat un serekh d'un cap egipci predinàstic, així com petròglifs.